# Jacques Reich (Fussballspieler)
Jacques Reich  war ein Schweizer Fussballspieler (gestorben am 20. Juli 1945 in Zürich), der mindestens von 1903 bis 1909 aktiv beim FC Winterthur Fussball spielte.

Jacques Reich auf dem Meisterbild des FCW von 1908 (untere Reihe, Mitte)

## Biografie
Reich spielte ab 1903 in der ersten Mannschaft des FC Winterthur auf der Position eines Mittelstürmers. In der Zeit nach dem Aufstieg 1905 war er zusammen mit Georges Lang ein erfolgreiches Sturmduo und war unter anderem Mitglied der Meisterteams, die 1906 und 1908 die Schweizer Meisterschaft gewannen, wobei er beim 4:1-Sieg im Finalspiel gegen den BSC Young Boys 1908 drei der vier Tore schoss.
Mit seinen Vereinskollegen Walter, Frenken und Lang nahm Reich am 8. März 1908 in Genf am zweiten Länderspiel der Schweizer Nationalmannschaft gegen Frankreich teil, welches 1:2 verloren ging.
Bis kurz vor dem Ersten Weltkrieg spielte Reich in der ersten Mannschaft des FC Winterthur und war laut dem die Zeit von 1910 bis 1912 erfassenden Matchprotokollbuch auch während dieser Zeit regelmässig im Einsatz für die erste Mannschaft.
1923 ist er zusammen mit Lang auf einem Teamfoto des Le Havre AC zu sehen.
Beruflich arbeitete Reich ursprünglich als Bäcker und wechselte später zu den SBB, für die er zuletzt die Güterexpedition in Zürich leitete. Reich verstarb am 20. Juli 1945 in Zürich an den Folgen eines während seiner Ferien in Unterwasser erlittenen Unfalls.